# 627 a.C.
Il 627 a.C. (DCXXVII a.C. in numeri romani) è un anno  del VII secolo a.C.

## Eventi
- Periandro succede al padre Cipselo come tiranno di Corinto.
- I coloni greci di Megara Hyblaea fondano Selinunte.

## Morti
- Assur-etil-ilani, sovrano